# Etsuhoa thuriferae
Etsuhoa thuriferae är en tvåvingeart som beskrevs av Skuhrava 1996. Etsuhoa thuriferae ingår i släktet Etsuhoa och familjen gallmyggor.
Artens utbredningsområde är Spanien. Inga underarter finns listade i Catalogue of Life.